# Parapithecidae
Famille
Les Parapithecidae sont une famille éteinte de singes vivant à l'Eocène supérieur et à l'Oligocène inférieur.

## Présentation
Ils étaient omnivores et se nourrissaient surtout de fourmis, mais évidemment pas des fourmis de l'Eocène inférieur, grandes comme un auriculaire humain, comme Titanomyrma, une fourmi carnivore grande comme un pinson vivant par colonie de 500 000 individus. Ils étaient victimes de requins et de baleines primitives comme Basilosaurus, un mammifère de 18 m de long.
Le plus connu d'entre eux était un genre éteint de singes appelé Apidium.